# Аракида, Юко
Юко Аракида (яп. 荒木田裕子, англ. Yuko Arakida; 14 февраля 1954, Тадзавако, префектура Акита, Япония — 16 сентября 2024) — японская волейболистка, нападающая. Чемпионка летних Олимпийских игр (1976), чемпионка мира (1974), чемпионка Кубка мира (1977), чемпионка Азиатских игр (1974) и чемпионка Азии (1975).

## Биография
В начальной школе Юко Аракида по примеру своих братьев начала заниматься баскетболом, но позднее перешла в волейбол. Играла за команду высшей школы префектуры Акита в городе Какунодатэ, а в 1972 году была принята в одну из сильнейших команд Японии «Хитати Мусаси», за которую выступала до окончания игровой карьеры в 1978 году, став с ней 5-кратной чемпионкой страны.
В 1973 году Юко Аракида дебютировала в сборной Японии в первом розыгрыше Кубка мира, прошедшем в Уругвае. Серебряные медали стали для волейболистки первой наградой на уровне национальных команд, но в последующие годы выступлений за сборную (до 1977) Аракида вместе со своей командой выигрывала только «золото», став в 1974 чемпионкой мира и Азиатских игр, в 1975 — победительницей первого чемпионата Азии, в 1976 — олимпийской чемпионкой, а в 1977 — обладательницей Кубка мира, после чего завершила карьеру в сборной.
В 1980 году Аракида получила международный тренерский сертификат и на протяжении ряда лет работала тренером в Швейцарии и ФРГ. В 2010-х на протяжении ряда лет была членом Исполкома и председателем Комитета спортсменов Олимпийского совета Азии. В настоящее время — член Национального олимпийского комитета Японии, член организационного комитета летних Олимпийских игр 2020 в Токио. В 2012 году Аракида являлась менеджером женской волейбольной сборной Японии, выигравшей бронзовые медали на Олимпиаде в Лондоне.
Умерла 16 сентября 2024 года в возрасте 70 лет после непродолжительной болезни.

### Клубная карьера
- …—1972 —  «Какунодате Акита Хай Скул» (Какунодатэ);
- 1972—1978 —  «Хитати Мусаси» (Кодайра).

## Достижения

### Клубные
- 5-кратная чемпионка Японии — 1974—1978;
  - серебряный (1973) и бронзовый (1972) призёр чемпионатов Японии.

### Со сборной Японии
- Олимпийская чемпионка 1976.
- чемпионка мира 1974.
- победитель розыгрыша Кубка мира 1977;
  - серебряный призёр Кубка мира 1973.
- чемпионка Азиатских игр 1974.
- чемпионка Азии 1975.